# Fotografie v Dánsku

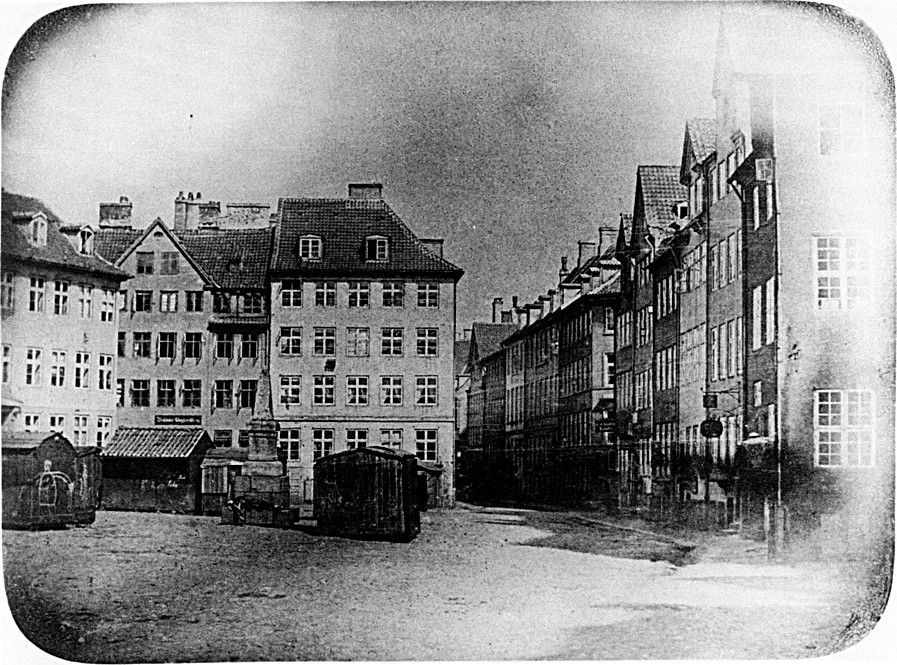
Peter Faber: Náměstí Gråbrødretorv, 1840, nejstarší dochovaná dánská fotografie

Jako v mnoha zemích byl vývoj techniky, řemesla a umění fotografie v Dánsku mimo jiné důsledkem změny technologie, zlepšování ekonomických podmínek a míry uznání fotografie jako svéprávné formy umění. Fotografie v Dánsku se vyvíjela za silné spoluúčasti a zájmu od samotných počátků tohoto umění v roce 1839 k úspěchům značného počtu Dánů ve světě fotografie do dnešních dní. Průkopníci, jako byli Mads Alstrup a Georg Emil Hansen připravili cestu pro tuto rychle rostoucí profesi během druhé poloviny 19. století, oba byli mezinárodně uznávanými zároveň uměleckými a novinářskými fotografy. Fotografie v Dánsku byla časem přijata jako umělecká forma a dnes se dánští fotografové aktivně účastní na klíčových výstavách po celém světě.
Mezi nejúspěšnější současné dánské fotografy se řadí Jacob Aue Sobol, který získal uznání za podmanivé portréty své grónské přítelkyně a Per Bak Jensen, který představil nový pohled na moderní krajinářskou fotografii. V novinářské fotografii patří mezi oceňované například Jan Grarup a Claus Bjørn Larsen, kteří se zabývali válečnými konflikty světového významu za posledních 20 let.

## Historie

### Daguerrotypie

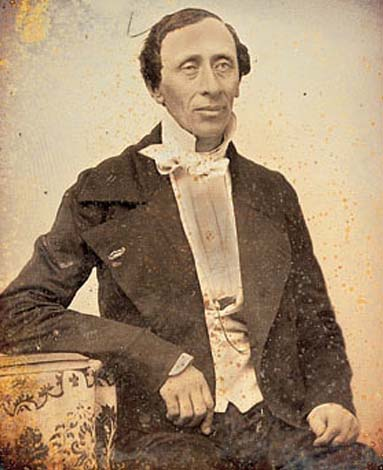
Frederik Ferdinand Petersen: daguerrotypie Hanse Christiana Andersena, 1847

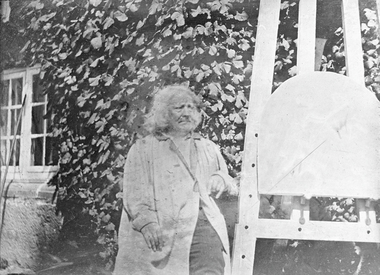
A. C. T. Neubourg: Bertel Thorvaldsen, 1840

Christian Tuxen Falbe, dánský námořní důstojník, byl v lednu 1839 jménem korunního prince Kristiána VIII. vyslán do Paříže, kde v té době Louis Daguerre, jeden z průkopníků fotografie, vyvíjel první praktickou metodu fotografování — daguerrotypii. Falbe korunního prince informoval o své návštěvě Daguerra, při které spatřil některé z prvních daguerrotypií. Princi Kristiánovi vysvětlil, jaký má dojem z nového procesu a jak si myslí, že je důležitý pro umění a vědy v Dánsku. Krátce na to se vrátil do Kodaně s fotografickou kamerou a několika vlastními daguerrotypiemi pro korunního prince, který věřil v jejich velký vědecký význam a svěřil je Hansi Christianu Ørstedovi, jednomu z nejvýznamnějších dánských vědců. Jako výsledek Ørstedova zájmu se nové umění – fotografie – rychle rozšiřovalo, v roce 1842 si daguerrotypista Mads Alstrup (1809–1876) otevřel první fotoateliér v Kodani. V 50. letech byla v hlavním městě více než stovka studií a mnoho dalších bylo v ostatních částech země.
Nejstarší dochovanou fotografii v Dánsku pořídil Peter Faber (1810–1877), básník a pionýr telegrafie. Jeho daguerrotypie náměstí Gråbrødretorv v Kodani je ve sbírkách Kodaňského městského muzea. Obraz náměstí je od skutečnosti převrácen zleva doprava, jelikož se dříve daguerrotypie pořizovaly kamerami bez zrcadla. Pečlivá analýza naznačuje, že fotografie pochází z července 1840. Expoziční doba asi 15 minut na slunci vysvětluje, proč je z lidí vidět pouze muž, který spí na úpatí sloupu v levé části obrázku.
O své postavení v historii dánského fotografie soupeří s portrétem Bertela Thorvaldsena sedícího u svého ateliéru v zahradě Dánské královské akademie výtvarných umění v kodaňském paláci Charlottenborg. Tuto daguerrotypii pořídil francouzský fotograf Aymard Charles Théodore Neubourg, který navštívil Kodaň v létě roku 1840. Vyšetření okolností, za kterých byl snímek pořízen ukazuje, že to bylo v neděli 26. července 1840. Na snímku bylo zachyceno, jak Thorvaldsen dělá levou rukou „paroháče“, i když kvůli zrcadlovému efektu daguerrotypie je to ve skutečnosti jeho ruka pravá.

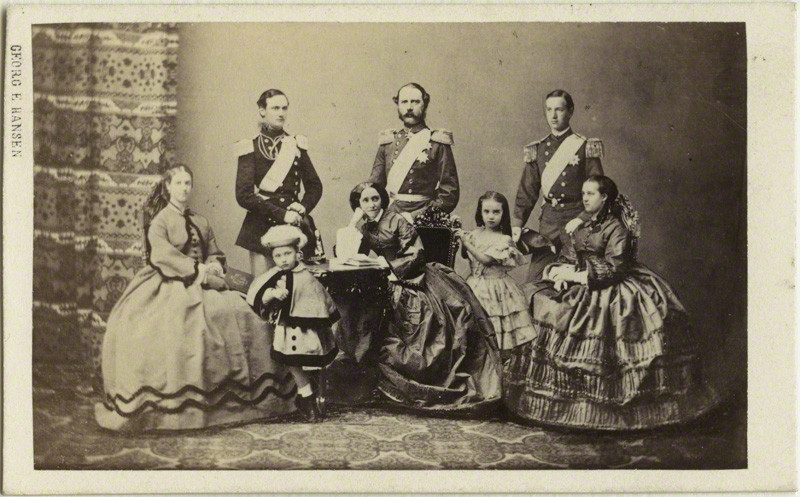
Georg E. Hansen: Kristián IX. s rodinou, albuminová carte de visite, fotomontáž, 1862

Zmiňme několik Dánů, kteří pořizovali první daguerrotypie.
Během roku 1848 se v Paříži od Daguerra učil fotografii námořník a umělec Anton Melbye (1818–1875). Rudolph Striegler, Johan Emilius Bogh a Johan Ludvig Ussing byli mezi těmi, kteří se začali specializovat na portrétní fotografii a otevírali vlastní ateliérová studia v Kodani a okolí.
Georg Emil Hansen (1833–1891) z Næstvedu pocházel z fotografické rodiny. Když si založil v Kodani vlastní studio jeho otec Carl Christian Hansen, rozhodl se otevřít si také vlastní podnik. Stal se respektovaným fotografem své doby a na počátku 60. let 19. století se jeho zákazníky stala dánská královská rodina včetně krále Kristiána IX. Hansen vynikal především v přebírání nových technologií. Byl prvním, kdo používal papírové tisky a dělal portréty celé figury. Získal ocenění za své výstavy v Londýně (1862) a v Berlíně (1865). V roce 1867, spolu se svým bratrem Nielsem Christianem Hansenem, a dalšími dvěma fotografy založili fotografickou firmu, ze které se později stala společnost Hansen, Schou & Weller – dánští dvorní fotografové.
Jednou z prvních dánských fotografek byla Thora Hallager (1821–1884), bytná spisovatele Hanse Christiana Andersena. V roce 1857 otevřela v Kodani vlastní studio, ve kterém portrétovala různé osobnosti nejen z oblasti umění, mimo jiné také to byli malíři Wilhelm Marstrand, P. C. Skovgaard nebo spisovatelka Mathilde Fibigerová.
Další průkopnicí byla Louise Thomsenová, která od počátku 60. let 19. století provozovala fotografickou firmu v Hellebæku na severu Sjællandu. Mnoho fotografií, které pořídila v oblasti poblíž svého domova, se zachovalo a jsou publikovány v knížce Fotografen Louise Thomsen 1823–1907 Jespera Godvina Hansena.

### Carte de visite

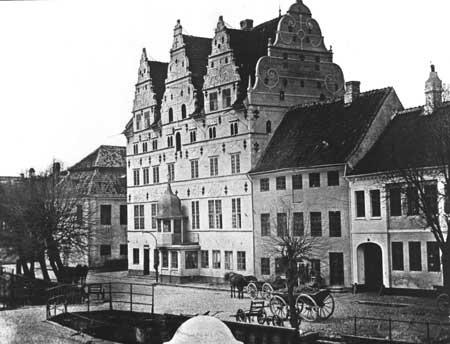
Heinrich Tønnies: Dům Jens Bangs Stenhus v Aalborgu, 1890

Techniku fotografií carte de visite do Dánska přinesl Rudolph Striegler v roce 1860. Tato technika se v 70. letech velmi rychle rozšířila jako levná a atraktivní alternativa portrétní malby. Provozovali ji například fotografové jako Ludvig Grundtvig (1836–1901) a Adolph Lønborg (1835–1916) v Kodani nebo Heinrich Tønnies (1856–1903), který si otevřel ateliérové studio v Aalborgu. V roce 1879 byla založena Dánská fotografická společnost, která má podporovat a rozvíjet fotografii, podporovat spolupráci mezi svými členy a bránit nekalé soutěži. V roce 1880 mělo sdružení 87 členů, na přelomu století jich bylo přes tisíc.
Heinrich Tønnies (1825–1903) zůstává doposud jedním z předních fotografů fotografických vizitek v Dánsku. V červnu 1856 začal svou fotografickou kariéru jako partner C. Fritsche v Aalborgu a v prosinci téhož roku zakoupil partnerský podíl na podnikání a začal provozovat ateliér pod svým vlastním jménem. Od roku 1861 jeho obchod kvetl, potřeboval větší studio a více asistentů, v roce 1870 se stal dánským občanem. Jeho rodinný podnik nakonec přežil po tři generace – celkem 75 let. Šíře jeho fotografických produktů zahrnovala: daguerrotypie, kalotypie, pannotypie, fotolitografie, stereoskopie, ambrotypie, fotografické vizitky a medailony. Předpokládá se, že je autorem minimálně 75 000 fotografických vizitek, mnoho jich vzniklo v důsledku velké vlny emigrace z Nordjyllandu do Severní Ameriky. Vzhledem k chudobě v Aalborgu v oblasti Vendsysselu tamní poptávka po levných portrétech carte de visite pokračovala až do první světové války, což učinilo Tönniovo studio jedním z posledních vyrábějících tento typ portrétů v Dánsku.

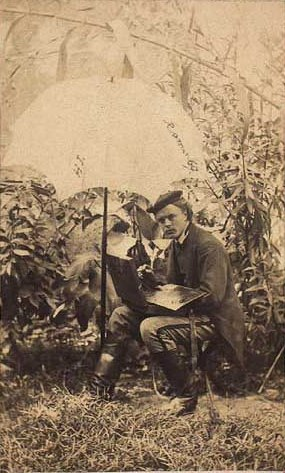
Pietro Boyesen: Harald Jerichau, 1869

Pietro Boyesen (1819–1882) byl dánský fotograf, který strávil většinu svého profesního života v Římě. Měl talent pro kompozici a charakterizaci. Na rozdíl od nudných studiových portrétů, které byly v té době velmi časté, fotografoval portréty v exteriérech v intimních pózách v prostředí římských staveb. Měl talent pro kompozici a vystižení charakteristiky. Snímky komponoval s různými předměty představující římské prostředí. Jeho díla obsahují poněkud nesmělé, ale intimní kouzlo.
Frederikke Federspiel (1839–1913) byla jednou z prvních dánských fotografek. Ve svých 35 letech absolvovala školení v oblasti fotografie v německém Hamburku, přičemž její strýc, Poul Friedrich Lewitz, její teta i bratranec Alfred Lewitz byli všichni fotografové. V roce 1876, při registraci svého podnikání v Aalborgu, se stala jednou z prvních oficiálně uznávaných fotografek v Dánsku. Svou profesi registrovala pod značkou Photographin – německým slovem, které mělo jasně odkazovat na to, že byla žena. Specializovala se na portréty, v roce 1883 se stala také jednou z prvních žen členkou Dánské fotografické společnosti. Jako jedna z prvních experimentovala s hořčíkovým práškovým bleskem. Jakmile byla v Aalborgu v roce 1901 zavedena elektřina, ve svém ateliéru instalovala elektrické lampy.
Kristen Feilberg (1839–1919) představuje dalšího dánského fotografa známého hlavně svými snímky pořízenými daleko za hranicemi Dánska. Od roku 1860 až do roku 1890 se Feilberg účastnil expedice na Sumatru, do Singapuru a Penangu. V roce 1867 vystavoval fotografie na výstavě v Paříži a v roce 1870 se připojil k expedici do zemí Bataků na východní Sumatru, kde úspěšně pořídil desítky národopisných obrázků.

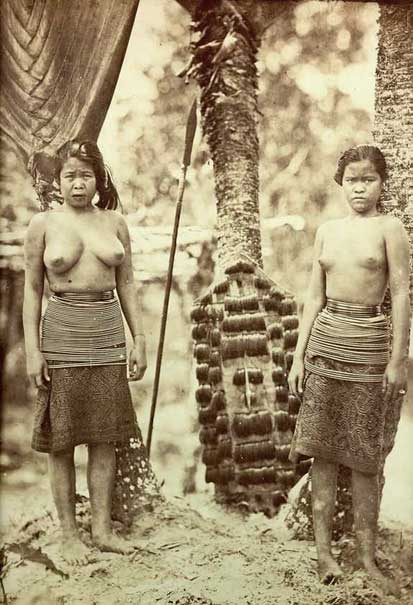
Kristen Feilberg: Ženy kmene Dajáků z Bornea, 1860–1870

Christian Hedemann (1852–1932) se řadí mezi první dánské umělce, kteří emigrovali do vzdálených zemí. Ačkoli absolvoval vzdělání v Dánsku, Kodaň opustil v roce 1878 a usadil se na Havaji. Zprvu pracoval jako strojní inženýr na cukrové plantáži Hana (Hana Sugar Plantation) na ostrově Maui, později jako technický manažer v železárnách v Honolulu. Jako vášnivý amatérský fotograf pomohl založit havajský Camera Club (1889–1893). V roce 1903 se stal americkým občanem a v roce 1909 přijal jmenování dánským konzulem. Jeho pozoruhodné fotografie havajské královské rodiny a společenských elit zůstávají v archivu jako jedny z prvních obrazových dokumentů před připojením Havaje k USA.

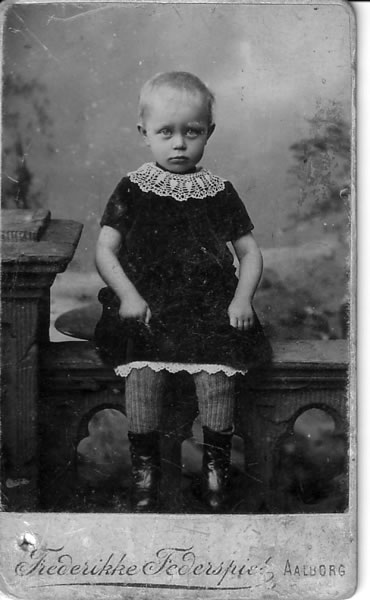
Frederikke Federspiel: portrét dvouletého děvčátka, asi 1890

Mary Steen (1856–1939) byla úspěšná kodaňská fotografka, průkopnice interiérové fotografie rodin v jejich domovech. Později jako dvorní fotografka fotografovala dánskou královskou rodinu, ale nějaký čas strávila také v Londýně, kde fotografovala Královnu Viktorii. Jako feministka se zasloužila o zlepšení pracovních podmínek pro ženy a její vlastní příběh byl příkladem pro mnoho žen, které se chtěly stát profesionálními fotografkami.
Benedicte Wrenstedová (1859–1949) byla další významná dánská fotografka, která emigrovala v roce 1894 do USA. Řemeslu se naučila od své tety z matčiny strany, Charlotte Borgenové, a nějakou dobu v 80. letech 19. století provozovala studio na Torvet čp. 8 v dánském Horsens. Velkou část své fotografické kariéry strávila ve svém ateliéru v Pocatello, malém městě v jihovýchodním Idaho, kde portrétovala místní obyvatele a zaznamenávala růst města. Jejím nejznámějším dílem jsou však její dokumentární fotografie indiánů kmene Šošonů v oblasti Velké pánve, které jsou považovány za velmi důležité antropologické materiály. Wrenstedová se stala americkou občankou v roce 1912, ve svých 53 letech. Téhož roku ukončila svou kariéru fotografky. Mnoho jejích snímků indiánů je uchováno v Smithsonovu institutu a Národním archivu NARA.
Mezi další fotografky aktivní v zemi patří také Franziska Gadová (1873–1921), portrétní a dvorní fotografka v Kodani, fotografka dětí, která spolupracovala s Julií Laurbergovou (1856–1925). Caroline Hammerová byla jedna z prvních profesionálních fotografek v Dánsku. Založila si živnost jako portrétní fotografka na fríském ostrově Föhr, kde měla vlastní ateliér. Hammerová byla první ženou, která se stala členkou Dansk Fotografisk Forening v roce 1881. Bodil Hauschildtová od roku 1880 provozovala vlastní studio v Ribe. Kromě svých portrétů se do paměti zapsala mnoha fotografiemi města a jeho okolí.
Ludvig Luplau pracoval v Kodani, než asi v roce 1870 emigroval do USA, kde si otevřel vlastní fotografický ateliér v Chicagu. Na zadní straně jeho carte de visite uváděl: Ludvig Luplau z Kodaně, Chicagský adresář městských firem uváděl jeho působiště na různých místech od roku 1870 až do konce století. Jeho reklama na stereofotografie propagovala, že firma Luplau & Co z Fourth Street čp. 80 se specializuje na venkovní fotografii a stereoskopie interiérů. Louis Luplau, jeho syn, pokračoval ve fotografování až do počátku 90. let 19. století.
Peter Elfelt (1866–1931) se vyučil umění fotografie ve městě Hillerød v roce 1893 společně s Carlem Rathsackem a brzy si otevřel vlastní ateliér spolu se svými dvěma bratry. Jeho práce získala uznání v roce 1900, kdy získal titul dvorního fotografa u dánského královského dvoru. Pořídil nejen velké množství portrétů, ale i krajin v celém Dánsku. Později se jeho jméno objevilo významně také v oblasti kinematografie.
Elfelt kromě jiných pomocníků ve svém ateliéru zaměstnával v letech 1905–1914 Johannu Hesbeckovou, která se poté přestěhovala do Søllerød Kommune, kde si otevřela vlastní studio na Esthersvej, Ny Holte. Pořizovala portréty a příležitostně přispívala do místních novin Søllerød Tidende.
Dánsko mělo významné fotografy i v zahraničí, Christian Franzen (1864–1923) byl nejen fotograf, ale také diplomat působící převážně ve Španělsku. Specializoval se na portrétní fotografii a často ho zaměstnávala španělská královská rodina. Údajně se mu přezdívalo „Fotograf králů a Král fotografů“.

### Další techniky
Souběžně s používáním daguerrotypií se vyvíjela souběžně řada dalších technik. Ambrotypie vytvářející pomocí kolodia pozitivní obrazy na skle a pannotypie fungující také na podobné bázi, se v Dánsku používaly asi do roku 1855. Papírové tisky založené na principu negativu se používaly od počátku 50. let 19. století, tiskly se až do roku 1857 na slaný papír, kdy byly nahrazeny papírem albuminovým. Kolódiové emulze na chloridových papírech se používaly od roku 1865 a v roce 1880 byl představen želatinovým stříbrným tiskem.

### Rostoucí popularita

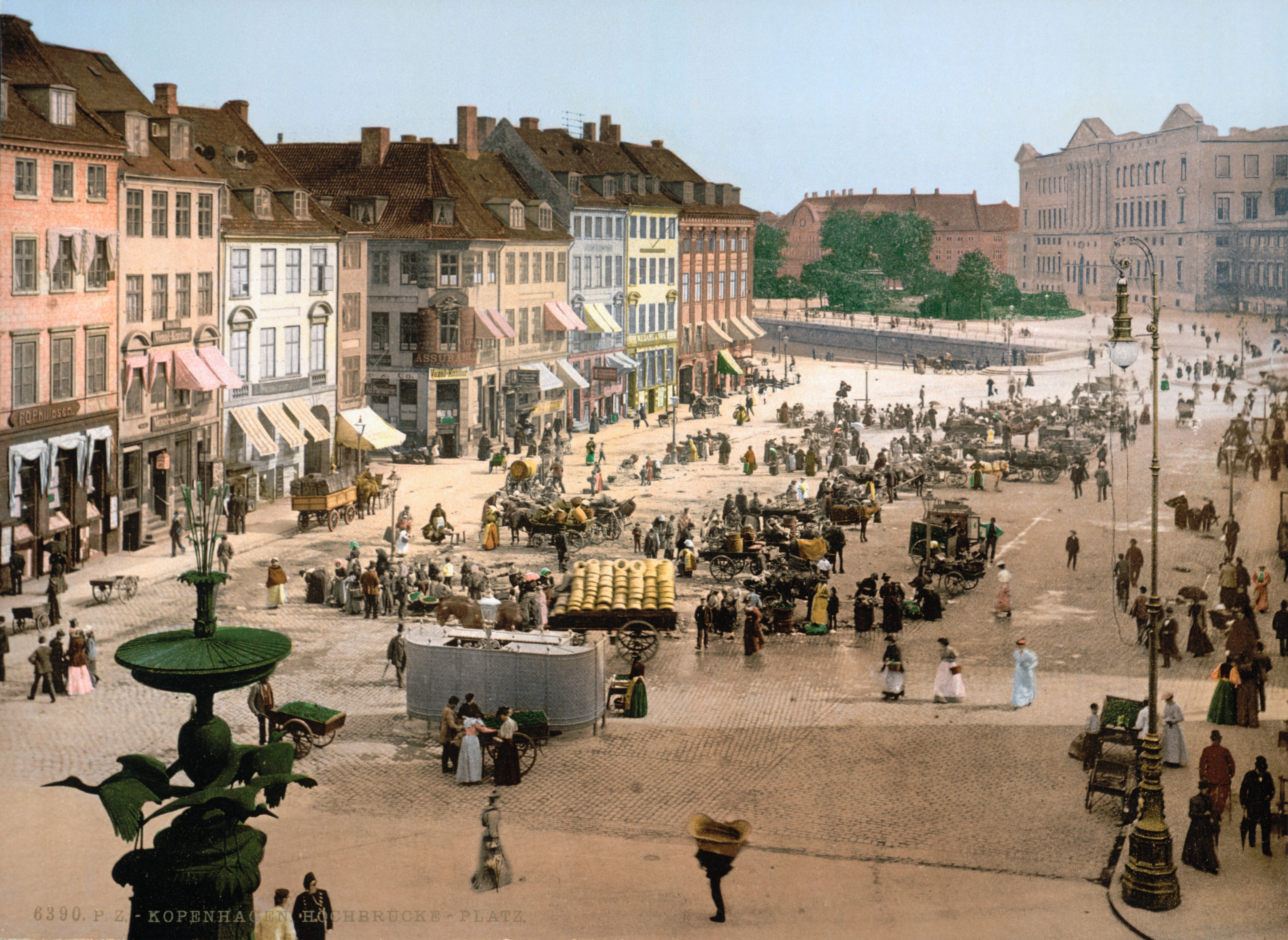
Fotochromová pohlednice: Højbro Plads, Kodaň, asi 1895, neznámý autor

Díky zvyšující se dostupnosti jednodušších technik na začátku 20. století získávala popularitu amatérská fotografie. Sigvart Werner a Julius Møller byli jako jedni z mnoha, koho ovlivnil piktorialistický trend, který se soustředil na malebné krajiny a žánrovou fotografii.
Od 90. let 19. století začala společnost Detroit Publishing používat techniku fotochromu založenou na chromolitografii k výrobě velkého množství barevných pohlednic, a pořídila také mnoho snímků vedut evropských měst. V jejich sbírce je také několik pohledů pořízených v Kodani mezi lety 1890 a 1900.
Těžící z příchodu pohlednic, fotografovala Mary Willumsenová (1884–1961) spoře oblečené ženy a akty na pláži Helgoland v Kodani. V letech 1916 a 1920 tak pořídila mnoho fotografií tohoto typu, které pak prodávala v nedalekém stánku. Její podnikání však bylo přerušeno, když se o její aktivity začala zajímat policie. Mnohé z těchto snímků byly v pozdější době považovány za díla s významnou uměleckou hodnotu.
Hendrik Sartov (1885–1970) působil od roku 1907 ve Spojených státech jako portrétní fotograf a kameraman u němého filmu.

## Novinářská a dokumentární fotografie

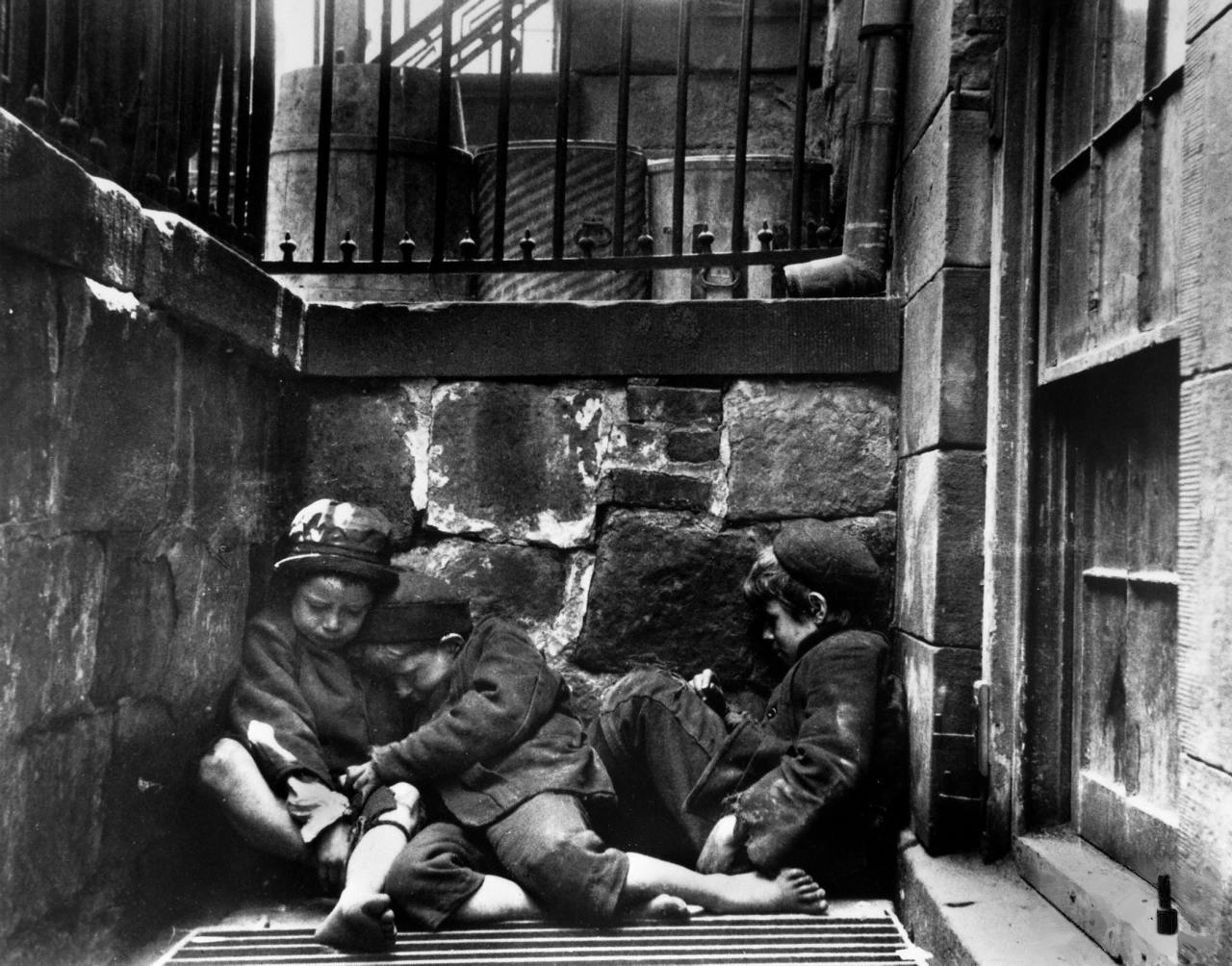
Jacob Riis: Děti spící na Mulberry Street, 1890

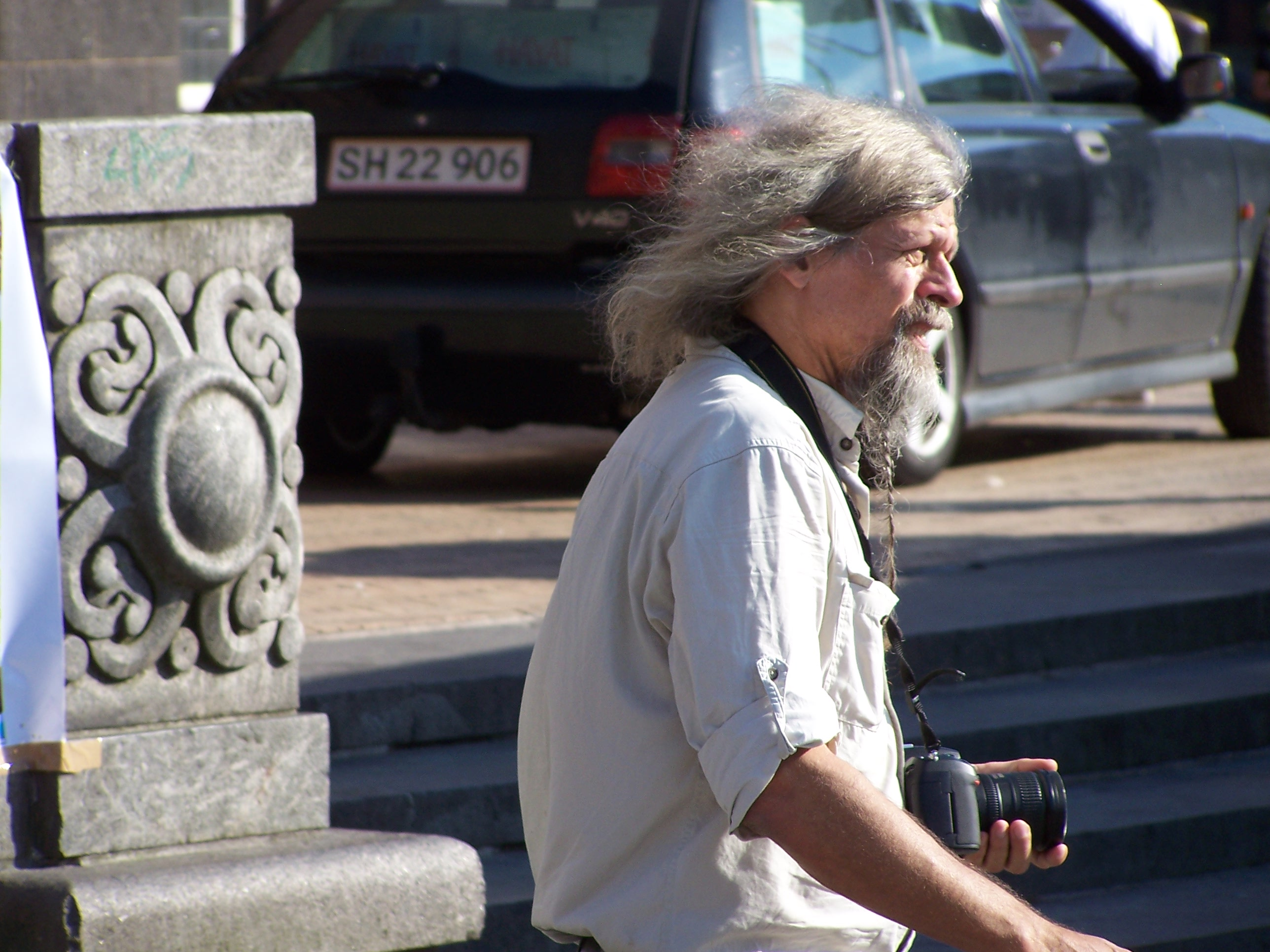
Jacob Holdt, 2009

Dánská unie novinářských fotografů je považována za první národní organizaci sdružující novinářské fotografy. Založil ji v Kodani v roce 1912 Holger Damgaard s pěti dalšími fotožurnalisty a v roce 2011 měla více než 830 členů.
Jedním z prvních a nejúspěšnějších novinářských fotografů byl dánský Američan Jacob Riis (1849–1914), který ve Spojených státech propagoval sociální reformy. Původní profesí byl novinářem a fotografovat začal až poté, co emigroval do Ameriky. Prominentní uživatel blesku byl schopen dokumentovat a publikovat ponižující způsoby života v nájemných ubytovnách kasárenského typu v newyorských slumech, což přispělo k zahájení výstavby činžovních domů pro chudé pracující (model tenements). Je považován za průkopníka sociální žurnalistické fotografie.
Zatímco některé dánské noviny začaly otiskovat první fotografie v 90. letech 19. století, teprve v 50. letech století dvacátého se fotografie v tisku rozšířila po denících v celé zemi. Podle francouzského vzoru, kde byla založena mezinárodní fotografická kancelář Magnum Photos, vznikla v Dánsku agentura Delta Photos, kterou založili Jesper Høm, Gregers Nielsen a další. Skupina podporovala žurnalistickou fotografii.
Společnost Delta Photos byla rozpuštěna v roce 1972, ale jiné organizace, jako jsou Ragnarok společnosti Morten Bo nebo 2. Maj Henrika Saxgrense se snaží podporovat a jasně definovat sociální a politické cíle. Někteří fotografové se věnovali sociálně-dokumentární fotografii jako nezávislí profesionálové, například Viggo Rivad a Krass Clement.
V 70. letech 20. století Jacob Holdt (* 1947) strávil řadu let ve Spojených státech, kde fotografoval scény sociálně znevýhodněných po celé zemi. Ve své celosvětově úspěšné knize Americké obrázky (1977) uváděl tyto snímky do kontrastu s fotografiemi americké elity a doufal, že tak položí základ pro sociální reformy.
Také v současnosti jsou dánští fotožurnalisté podobně aktivní jako dříve. Zejména Jan Grarup dokumentoval války a konflikty po celém světě za posledních 20 let, a získával prestižní ocenění doma i v zahraničí. Claus Bjørn Larsen pracující v podstatě jako válečný fotograf získal v roce 1999 ocenění World Press Photo a sice v kategorii Fotografie roku za své snímky z Kosova.
Kromě novinářské fotografie se v Dánsku daří i fotografii dokumentární. Jako příklad může být uvedena Jette Bangová (1914–1964), která byla fascinována Grónskem a jejími obyvateli. Od roku 1936 pořídila více než 12 000 černobílých snímků této země a jejích obyvatel, ukazujících jak lidé žijí v souladu s krajinou.

## Umění nebo věda?

Peder Severin Krøyer: Letní večer na skagenské pláži, 1899, malba inspirovaná fotografií

Od samého začátku se Dánové dohadovali o přesném umístění a úloze fotografie ve společnosti. V roce 1839 korunní princ Frederik společně s Ørstedem uložili Falbeho daguerrotypie na Královské dánské akademii věd a písemnictví a to navzdory skutečnosti, že vynálezce Daguerre byl umělec. V roce 1842 umělec Johan Frederik Møller odmítl grant od Královská dánské akademie výtvarných umění na studium fotografie ve Francii s odůvodněním, že to není umění. Fotografové nespadali ani do působnosti Akademie věd, ani pod Akademii výtvarných umění, ale byli považováni za manuální dělníky.
Zmatek pokračoval až do konce 19. století, kdy umělci začali používat fotografie jako pomůcky k malbě. Pozoruhodné příklady poskytuje například Peder Severin Krøyer, Jens Ferdinand Willumsen nebo Laurits Andersen Ring, kteří používali fotografie k tomu, aby získali více detailů a reality ve svých obrazech.
S příchodem fotografických společností jako Danske Kamera Piktorialister ve 30. letech 20. století začal růst tlak ze strany aktivistů, jako byl například H. B. J. Cramer, na uznání fotografie za formu umění. Piktorialistické hnutí působilo až do 70. let. Jako protipól piktorialismu působil styl nová věcnost z 20. let. Pomalu dospěl až do Dánska, kde vyvrcholil v roce 1948, kdy Keld Helmer-Petersen publikoval své abstraktní barevné studie v publikaci 122 barevných fotografií.
Kromě dvaceti spíše amatérských uměleckých fotografických akcí pořádaných Aagem Remfeldtem v letech 1946 až 1976 v Galerii Charlottenborg se v Dánsku do 60. let uskutečnilo jen několik málo fotografických výstav. Situace se začala zlepšovat v roce 1963, kdy Jesper Hom uspořádal v Dánském muzeu umění a designu výstavu fotografů z New Yorku, Moskvy a Paříže. Dalším pozitivním vlivem bylo vydání knížky Kelda Helmera-Petersena Fragments of a City s fotografiemi požárních únikových cest a výtvarných siluet jeřábů, které pořídil během studií na Institutu Designu v Chicagu. Některé z nich byly publikovány v časopise Perspectiv.
V zimě 1968–1969 Jens Juncker-Jensen uspořádal unikátní expozici Fotografiet som udtryksmiddel (Fotografie jako prostředek projevu), pro kterou sesbíral nejlepší materiál z několika soudobých fotografických knih. Výstava přilákala nejen profesionální a amatérské fotografy, ale také architekty a televizní producenty. Materiál sloužil jako podklad pro šest televizních pořadů v následujících měsících. V nich proběhla diskuse o fotografii jako o umělecké formě.
Na počátku 70. let se pod vlivem Spojených států, kde se fotografie dostala jako obor na vysoké školy, uskutečnila řada výstav, jako například New American Photography v galerii Bella Center. Ta ukazovala díla špičkových uměleckých fotografů z období 1950 až 1960 včetně Harry Callahana, Jerry Uelsmanna a Diany Arbusové. Poté byla v roce 1973 v Kodani otevřena Galleriet for Creativ Fotografi (Galerie pro tvůrčí fotografii) a v roce 1977 byla otevřena galerie IMAGE v Aarhusu, která podporovala experimentální fotografii. Následné výstavy se zúčastnila krajinářská fotografka Kirsten Kleinová, průkopníci inscenované fotografie Nanna Bisp Büchertová a Lis Steincke, stejně jako magický realista Per Bak Jensen.
Poté, co se v 90. letech stal Per Bak Hansen členem profesorského sboru na Dánské královské akademii výtvarných umění v Kodani, bylo jasné, že fotografie byla přijata jako umělecká forma. Na důkaz toho v říjnu 2004 poprvé v historii studenti a absolventi akademie představili své fotografie na výstavě v Galleri Asbæk v Kodani pod názvem Eye of the Beholder – et blik på portrættet.

## Současní fotografové
Uznávajíce rostoucí postavení fotografie jako umění, přispěli aktivně k jejímu rozvoji umělci jako například Richard Winther, Stig Brøgger, Jytte Rexová, Jacob Gils, Peter Brandes nebo Ane Mette Ruge. Na digitálním poli mladší umělci jako například Lisa Rosenmeierová kombinovali klasické techniky umění a fotografie s digitalizovanou formu vyjadřování.
Někteří uznávaní dánští současní fotografové jsou:
- Rigmor Mydtskovová (1925–2010) byla dánská dvorní fotografka, která portrétovala umělce dánské kinematografie, ale pořídila také mnoho portrétů královny Markéty II. a dalších členů dánské královské rodiny. Uvědomila si, že lidé na těchto místech mají sklon se schovávat za maskou a snažila se vylíčit právě onu osobu skrytou za touto maskou a často se jí podařilo prozradit něco z tohoto tajemství. Jako portrétní fotografka byla umírněná, intuitivní a zároveň sebevědomá. Její životní dílo je výsledkem neustálého a koncentrovaného úsilí.[54]

- Per Bak Jensen (* 1949) se ve své práci snaží zachytit nadčasovost, nebo „ducha místa“. Je průkopníkem moderní krajinářské fotografie, jeho témata jsou neobvyklá: kukuřičná pole, strniště, bodláčí nebo větvičky ležící ve sněhu. Hodně z jeho posledních prací zahrnuje fotografie z Islandu a Grónska, z nichž některé jsou strohé obrazy minerálů a hornin. Zatímco velmi dbá na úhel, světlo a expozici, nikdy se svými fotografiemi nemanipuluje. Úspěšně vystavoval po celém Dánsku, v New Yorku, Londýně a Paříži.[55][56]

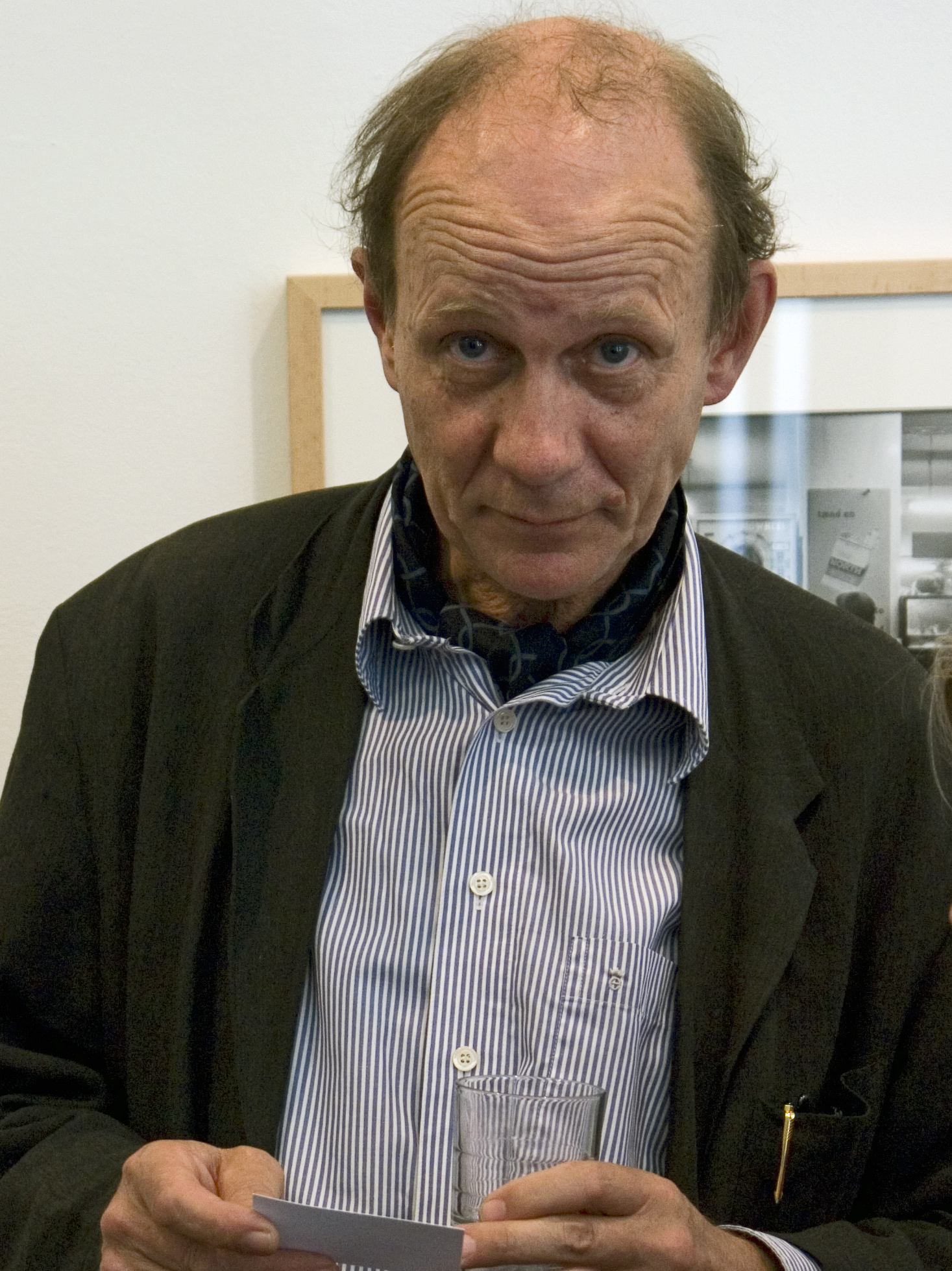
Krass Clement, 2007

- Krass Clement (* 1946) vystudoval jako režisér, ale brzy se začal věnovat fotografii, svou první knihu Skygger af øjeblikke (Stíny momentu) publikoval v roce 1978. Od té doby je aktivním dokumentárním fotografem, zaměřuje se na lidi jak z Dánska tak i ze zahraničí. Jeho dřívější práce byla černobílá, od roku 2000 pracuje také s barvou.[57]

- Kirsten Kleinová (* 1945) vystudovala portrét a historii fotografie a poté se začala specializovat na krajinu. Její černobílé fotografie často využívají starší techniky, jako je kyanotypie a platinotisk. Soustředí se na krajinu, její díla jsou citlivé, poetické a často obsahují melancholické nálady. Od roku 1976 žije na dánském ostrově Mors, kde neustále fotografuje měnící se krajinu a pobřeží.[58]

- Steen Brogaard (* 1961) začal svou kariéru v Kodani v roce 1984 fotografováním mítinků Greenpeace a demonstrací. V roce 1987, během pobytu ve Spojených státech, jej kontaktoval dánský bulvární časopis, u kterého se naučil techniku fotografování celebrit. Od konce 90. let pracoval jako dvorní fotograf tehdejšího dánského korunního prince Frederika, korunní princezny Mary a jejich rodiny. To mu značně umožnilo cestovat po Číně a Dálném východu. Jedním z jeho posledních zájmů je Dánsko a jeho obyvatelé s hlavní myšlenkou „co dělají nejlépe ve velké malé zemi“.[59][60]

- Asger Carlsen (* 1973), žijící v New Yorku, měl značný úspěch s chytře poupravenými černobílými obrazy prezentovanými ve své knize Wrong. V každodenních výjevech se náhle zobrazuje surrealistická alternativní realita, hraničící s halucinacemi. Carlsen vysvětluje svůj přístup jako „výraz, který nikdy nikam nepatří“.[61][62]

- Astrid Kruse Jensenová (* 1975, vystudovala v Nizozemsku a Skotsku) se specializuje na fotografie pořízené v noci, evokující zónu mezi realitou a fantazií. Pečlivě kombinuje účinky umělého světla s okolní tmou, vytváří tajemné obrazy jezer, plaveckých bazénů a osamělých postav za soumraku. Od roku 2003 se podílela na klíčových výstavách v Dánsku a jinde.[63]

- Jacob Aue Sobol (* 1976) vystudoval na fotografické škole Fatamorgana, dánské škole výtvarné fotografie. Jeho první kniha Sabine představuje živý obraz jeho grónské přítelkyně a vzdálené vesnice, kde žije.[64] Za svou sérii o rodině Gomeze Brita z departementu Quiché v Guatemale vyhrál v roce 2005 ocenění World Press Photo v kategorii Příběhy každodenního života (Daily Life Stories).[65] V komentáři ke knize Já, Tokio (I, Tokyo) Miranda Gavin oceňuje jak „z jeho práce vyzařuje citlivost jeho přístupu a staví se do řady nové generace fotografů v jejichž obrazech prosakuje erotika a nebezpečí, aniž by se jednalo o ošklivosti nebo klišé“.[66]

- Klaus Thymann (* 1974) žije v Londýně. V roce 2007 publikoval svůj projekt HYBRIDS, ve kterém na dokumentárních fotografiích z globálního hlediska zkoumal podivné hybridní kultury planety, jako je sněžné pólo ve Svatém Mořici, Gay Rodeo v Los Angeles, podvodní striptýz v Chile, podzemní zahrady v Tokiu a další.[67][68]

## Fotografická muzea a galerie vDánsku

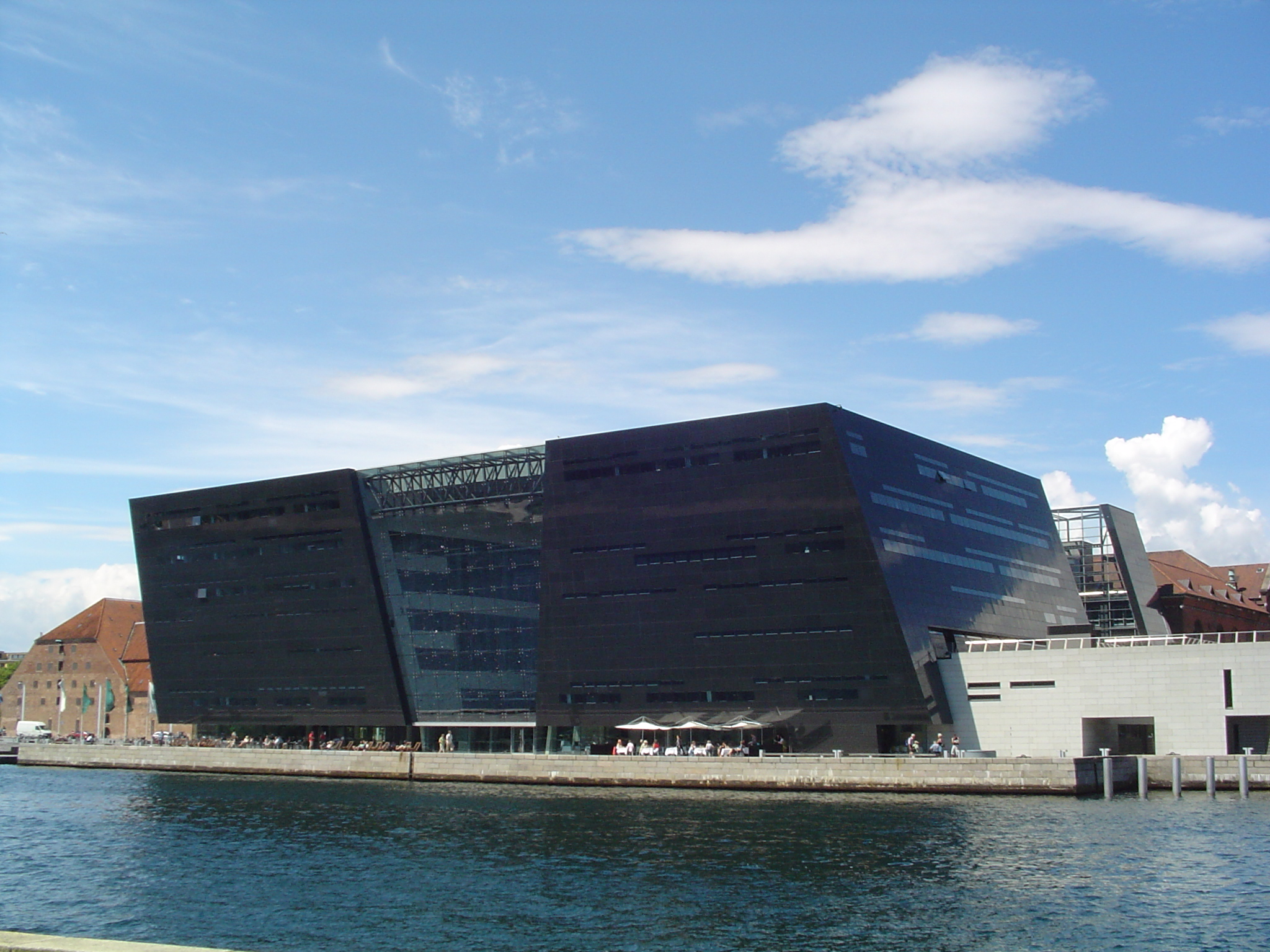
Dánská královská knihovna má ve sbírkách téměř 18 milionů fotografií

- Den Nationale Fotosamling (Dánské národní muzeum fotografie), Dánská královská knihovna, Kodaň
- Fotografisk Center, Kodaň
- Annexone.org, Kodaň[69]
- Museet for Fotokunst (Dánské muzeum fotografického umění), Odense
- Phototek Esbjerg, Esbjerg[70]

- Galleri Image, Aarhus[71]
- Danmarks Fotomuseum, Herning[72]

Školy
- Fatamorgana